# Crassula crenulata
Crassula crenulata är en fetbladsväxtart som beskrevs av Carl Peter Thunberg. Crassula crenulata ingår i släktet krassulor, och familjen fetbladsväxter. Inga underarter finns listade i Catalogue of Life.